# Jack Liemburg
Jacob Jack Liemburg (Heerde, 9 oktober 1967) is een Nederlandse kunstenaar.
Liemburg is bekend door zijn kunstwerken die sterk refereren aan de werken zoals Herman Brood deze maakte. Zijn werken zijn in korte tijd populair geworden, eerst in de regio Apeldoorn en omstreken, maar later ook landelijk.
Door distributieovereenkomsten met een aantal landelijke meubelzaken worden zijn werken op meerdere manieren aan de man gebracht, en zo verwisselen er jaarlijks meer dan 100 werken van zijn hand van eigenaar. Door zijn in korte tijd behaalde succes is hij een van de ambassadeurs van de Gelderse stad Apeldoorn. Als zodanig treedt hij dan ook veel in de (plaatselijke) journalistiek.

## De Kunst
Liemburg is sinds meer dan tien jaar actief als maker van moderne kunst. Hij vertaalt daagse thema's in vooral grote linnen doeken. Op basis van eigen gevoelens en denkbeelden ontstaan kleurrijke creaties met een grote herkenbaarheid. Liemburg ontleent zijn inspiratie aan Herman Brood, Lucebert, Corneille. Een stroming van moderne kunst waarbij combinaties van materialen een belangrijke rol spelen. Veelal wordt acrylverf gecombineerd met lak, afgezet met spuitbus.
Verder is muziek een belangrijke inspiratiebron, zoals de Wild Romance, maar ook Kane, I.O.S., Frank Boeijen en Ramses Shaffy ontbreken niet in de lijst van inspiratoren.
Schilderijen worden gemaakt op basis van gevoelens, maar ook in opdracht worden werken gemaakt.

## Achtergrond
Liemburg verhuisde al op jonge leeftijd naar Leeuwarden waar hij zijn jeugd grotendeels heeft doorgebracht. In zijn puberteit kwam hij in aanraking met Herman Brood and his Wild Romance, tijdens een optreden van VARA's Lijn 4. De toen nog jonge tiener wist van af dat moment zijn richting. De muziek van Brood heeft als een rode draad door zijn puberteit maar ook de rest van zijn leven gelopen. Na diverse omzwervingen in commerciële functies is de uiting in de vorm van schilderen veel later pas begonnen. Bij de eerste producties waren er direct enthousiaste afnemers, en dit zette hem aan om verder te gaan in de schilderkunst. Al vrij snel volgde ook de muziek die als goede inspiratie bron dient bij de totstandkoming van de schilderijen.

## Jack & the WildSide / JWS
In het zog van Brood ontstond mede door de bezieling van de toevallig ontmoette bassist Martin de Bes ook een band genaamd Jack & the WildSide, nu bekend onder de naam JWS waar Liemburg frontman van is. De band is aanvankelijk begonnen als Herman Brood coverband en heeft alszodanig ook diverse optredens gedaan met coryfeeën uit de Brood-scene zoals Kees 'Ani' Meerman en David Hollestelle.
In een korte tijd is de band eigen werk gaan ontwikkelen en staat daar nu regelmatig mee op de planken. Na de minder succesvolle release van de Engelstalige single Crocodile, heeft de band besloten de naam JWS Nederlandstalig verder te gaan en heeft als zodanig de goed ontvangen single Weemoed/Onvermijdelijk begin 2010 uitgebracht. De twee nummers zijn een voorbode voor een heel album dat voor einde 2010 op de agenda staat.

## Presentator
Bij de lokale omroep Apeldoorn en TV Apeldoorn was Liemburg te beluisteren in het tweewekelijkse programma Cultuuruur, samen met Patricia Wijsma, en eens per maand te zien als presentator van het programma TV er op uit.